# Championnats d'Europe de cyclo-cross juniors masculin
Le championnat d'Europe de cyclo-cross juniors masculin est le championnat d'Europe de cyclo-cross organisé annuellement par l'Union européenne de cyclisme pour les cyclistes juniors âgés de moins de 19 ans. Le championnat organisé depuis 2003, a lieu dans le cadre des championnats d'Europe de cyclo-cross.
En raison de la pandémie de Covid-19, les épreuves juniors ne sont pas organisées en 2020.

## Palmarès
| Année | Or                   | Argent                | Bronze                  |
| ----- | -------------------- | --------------------- | ----------------------- |
| 2003  | Niels Albert         | Roman Kreuziger       | Clément Lhotellerie     |
| 2004  | Julien Taramarcaz    | Ricardo van der Velde | Christoph Pfingsten     |
| 2005  | Róbert Gavenda       | Yannick Martinez      | Dries Govaerts          |
| 2006  | Vincent Baestaens    | Joeri Adams           | Ramon Sinkeldam         |
| 2007  | Lubomír Petruš       | Arnaud Jouffroy       | Peter Sagan             |
| 2008  | Tijmen Eising        | Lars van der Haar     | Sean De Bie             |
| 2009  | Émilien Viennet      | Laurens Sweeck        | Michiel van der Heijden |
| 2010  | Lars Forster         | Jakub Skála           | Quentin Jauregui        |
| 2011  | Mathieu van der Poel | Quentin Jauregui      | Romain Seigle           |
| 2012  | Mathieu van der Poel | Clément Russo         | Yannick Peeters         |
| 2013  | Yannick Peeters      | Adam Ťoupalík         | Yan Gras                |
| 2014  | Eli Iserbyt          | Jappe Jaspers         | Johan Jacobs            |
| 2015  | Jens Dekker          | Mitch Groot           | Thomas Bonnet           |
| 2016  | Tom Pidcock          | Nicolas Guillemin     | Timo Kielich            |
| 2017  | Loris Rouiller       | Tomáš Kopecký         | Ben Tulett              |
| 2018  | Pim Ronhaar          | Witse Meeussen        | Thibau Nys              |
| 2019  | Thibau Nys           | Jente Michels         | Dario Lillo             |
| 2020  | non-organisé         | non-organisé          | non-organisé            |
| 2021  | Aaron Dockx          | David Haverdings      | Luca Paletti            |
| 2022  | Léo Bisiaux          | Daniel Weis Nielsen   | Guus van den Eijnden    |
| 2023  | Aubin Sparfel        | Zsombor Takács        | Jules Simon             |
| 2024  | Mattia Agostinacchio | Valentin Hofer        | Mats Vanden Eynde       |

## Tableau des médailles
| Pos.  | Pays            | Médaille d'or, Europe | Médaille d'argent, Europe | Médaille de bronze, Europe |    |
| ----- | --------------- | --------------------- | ------------------------- | -------------------------- | -- |
| 1     | Belgique        | 6                     | 5                         | 6                          | 17 |
| 2     | Pays-Bas        | 5                     | 4                         | 3                          | 12 |
| 3     | France          | 3                     | 5                         | 6                          | 14 |
| 4     | Suisse          | 3                     | 0                         | 2                          | 5  |
| 5     | Tchéquie        | 1                     | 4                         | 0                          | 5  |
| 6     | Slovaquie       | 1                     | 0                         | 1                          | 2  |
| 6     | Grande-Bretagne | 1                     | 0                         | 1                          | 2  |
| 6     | Italie          | 1                     | 0                         | 1                          | 2  |
| 9     | Danemark        | 0                     | 1                         | 0                          | 1  |
| 9     | Hongrie         | 0                     | 1                         | 0                          | 1  |
| 9     | Autriche        | 0                     | 1                         | 0                          | 1  |
| 12    | Allemagne       | 0                     | 0                         | 1                          | 1  |
| Total | Total           | 21                    | 21                        | 21                         | 63 |